# Newgrange
Newgrange (Iers: Dún Fhearghusa) is de bekendste prehistorische vindplaats van heel Ierland. Het is een van de graftombes (een ganggraf) van het Brú na Bóinne-complex in het landsdeel County Meath, zo'n 50 kilometer ten noorden van de stad Dublin, en werd in 1993 geplaatst op de lijst van cultureel erfgoed van de UNESCO. Volgens de resultaten van koolstofdateringen werd het bouwwerk zo'n 3200 v.Chr. gebouwd, wat het circa 600 jaar ouder maakt dan de piramides van Gizeh in Egypte, en zo'n 900 jaar ouder dan Stonehenge in Engeland. Het monument is een ganggraf.

## Geschiedenis

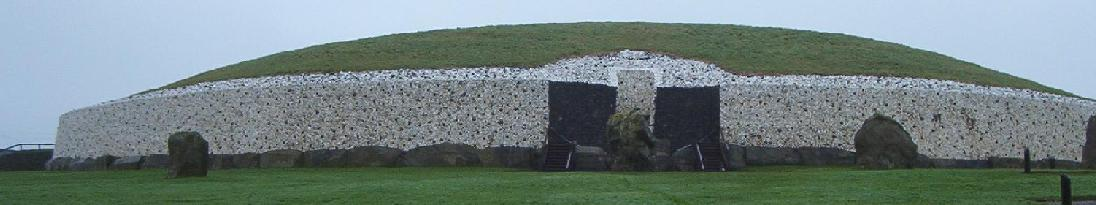
Vooraanzicht van de grafheuvel

De heuvel waarop de graftombe gelegen is, was volgens archeologen eeuwenlang een plaats van religieus en strategisch belang. Niet alleen bevinden zich op de heuvel her en der tekenen van offerlocaties, maar ook is vanaf de heuvel de wijde omtrek goed te zien. De aanwezigheid van de grafkelder is niet altijd bekend geweest. Eeuwenlang lag de grafkelder verborgen onder zand en stenen, totdat Charles Campbell, een koopman uit Dublin, in 1699 het terrein verwierf om bouwstenen voor de aanleg van wegen te winnen. Zijn arbeiders ontdekten eigenaardige inkepingen op een steen en vonden een ingang onder de stenen. Ze beschreven dit als een grot. Toevallig was de conservator van het Ashmolean Museum in Oxford in de buurt. Hij tekende een eerste plattegrond. In 1773 verscheen een eerste deskundige beschrijving in het Britse tijdschrift "Archaeologia".
Veel bescherming voor de ontdekking was er echter niet. Mensen konden in en uit om de tombe van binnen te bekijken, en wie nu de tombe bezoekt, ziet dan ook veel "graffiti" van vroegere bezoekers die meer dan 100 jaar geleden hun naam al dan niet met een jaartal in de rotswand kerfden.
In de 20e eeuw werd besloten dat Newgrange in zijn oude glorie hersteld moest worden. Onder supervisie van professor Brian O'Kelly, van het archeologisch departement van de Universiteit van Cork werd het monument tussen 1962 en 1975 dan ook gerestaureerd, en probeerde men het weer het aangezicht te geven dat het gehad zou kunnen hebben toen het gebouwd werd. De binnenkant van de tombe is daarbij intact gelaten, terwijl de buitenkant grondig is aangepast. De heuvel is met hoogveen bedekt, en de voorkant is opgetrokken in de vorm van een wand met witte stenen. Hoewel middels onderzoek geprobeerd is om dit zo authentiek mogelijk te doen met de materialen die op de heuvel lagen en vermoedelijk van de tombe afkomstig waren, is het niet zeker of de tombe er ook daadwerkelijk zo heeft uitgezien.

## De tombe

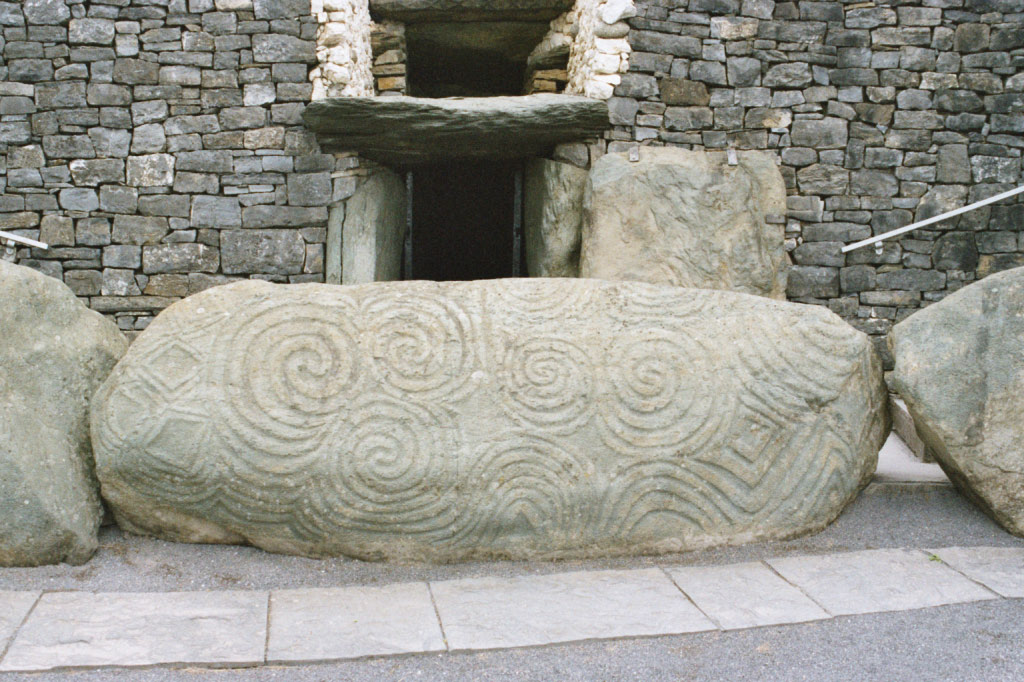
Megalithische kunst voor de ingang

### Buiten de tombe
Newgrange is een cirkelvormige grafheuvel, door mensen opgetrokken uit stenen, keien en rotsblokken. De heuvel is bedekt met veen en begroeid met gras. Er is één ingang, die afgeschermd wordt door drie grote stenen, waar overheen geklommen moet worden om de grafheuvel te kunnen bekijken. Op de middelste steen is megalithische kunst te zien. Dit kunstwerk omvat onder meer een drievoudig spiraalmotief en enkele zigzagvormen. De betekenis van het kunstwerk is onbekend, er zijn verschillende theorieën over.

### In de tombe
Om de grote stenen - en met name de ingekerfde tekeningen erop - te beschermen, is er in de 20e eeuw een houten trap gebouwd die bezoekers over de stenen heen naar de ingang van de tombe leidt. Desondanks schijnt de tekening, tezamen met die op de andere stenen rondom Newgrange, de afgelopen decennia vervaagd te zijn.

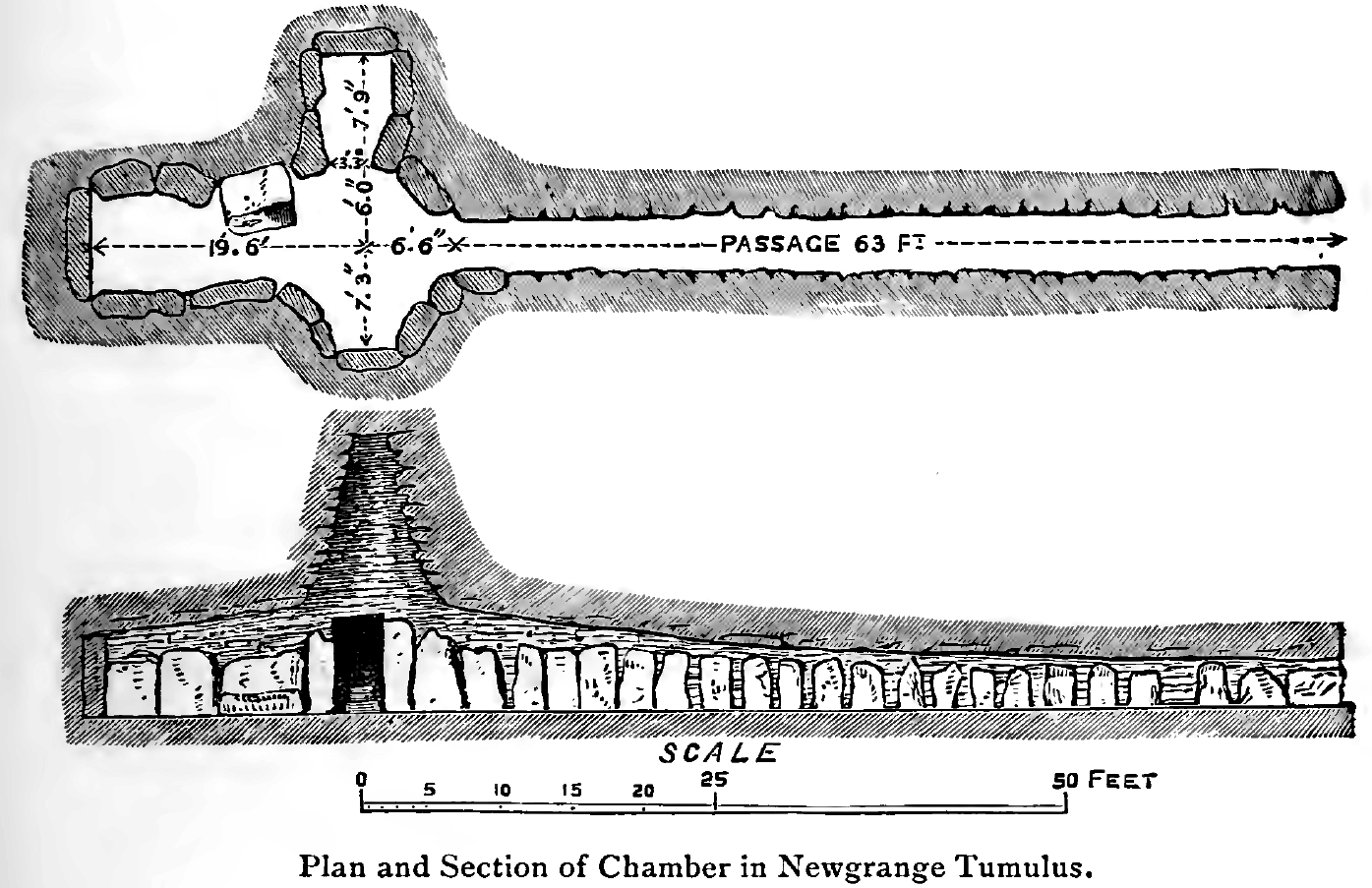
Tekening van het ganggraf door William Frederick Wakeman, 1903

De smalle, lage gang, die door archeologen op enkele punten met dwarsbalken verstevigd is, leidt omhoog door een 18 meter lange gang, naar een grafkamer met drie nissen: rechts, links en voor. Volgens archeologen beelden deze drie nissen respectievelijk het hiernamaals, het aardse leven en de onderwereld uit. De nis rechts wordt gekenmerkt door megalithische tekens aan de bovenkant van de nis, dezelfde tekens die buiten de grafkelder ook te zien zijn. Op de bodem van de nis bevindt zich een komvormige steen, waarop (of waaronder?) archeologen resten hebben gevonden van vijf personen. In de nis aan de linkerkant bevinden zich op de wanden aan de zijkant tekeningen die doen denken aan een vis en een plant, en die waarschijnlijk de natuur symboliseren. Op de bodem van de nis bevindt zich een grote platte steen. De nis aan de voorkant is de grootste. Op de vloer ligt een grote platte steen in stukken. Vermoedelijk is deze steen aan stukken geslagen door een premiejager van enkele eeuwen terug, die - verleid door verhalen die de ronde deden - het idee had dat er onder deze steen goud te vinden was.
Tegenwoordig wordt de tombe van binnen verlicht. Zonder kunstlicht zou het stikdonker zijn in de tombe. Slechts een paar keer per jaar, in de vijf dagen rond de midwinternacht op 21 december, valt een lichtstraal de tombe binnen, en wordt de nis aan de voorkant gedurende 12 minuten verlicht. Men kan zich aanmelden om dit moment zelf mee te maken. Uit de lijst van ingeschrevenen wordt dan een twintigtal mensen ingeloot.
In het gebied rond Newgrange bevinden zich nog een aantal andere tombes. De grootste zijn Knowth en Dowth. Verder liggen er nog tussen de 30 en de 40 kleine grafheuveltjes in de buurt.

## Mythologie
In de Ierse mythologie is Newgrange, samen met andere neolitische tombes in de omgeving, de verblijfplaats van de Sídhe. Ook zou Newgrange de begraafplaats van Keltische opperkoningen zijn. Een verhaal over de begrafenis van Cormac mac Airt is veelbetekenend: hij zou zijn bekeerd tot het Christendom voor Sint Patrick in Ierland kwam. Cornac wilde niet begraven worden op de koninklijke begraafplaats aan de Boyne, omdat hier heidense rituelen aan verbonden waren. Hij werd begraven in Ros na Righ